# NGC 132
NGC 132 là một thiên hà xoắn ốc trong chòm sao Kình Ngư. Nó được phát hiện bởi William Herschel

## Xuất hiện
Herschel mô tả thiên hà xoắn ốc là "khá mờ nhạt, lớn đáng kể, tròn, ở giữa sáng hơn rất ít, lốm đốm nhưng không phân giải." Vào ngày 12 tháng 10 năm 1827, John Herschel đã quan sát nó một lần nữa.